# گای گاروی
گای گاروی (به انگلیسی: Guy Garvey) (زادهٔ ۶ مارس ۱۹۷۴)، خواننده و نوازندهٔ گیتارِ گروه موسیقی البو و مجری برنامهٔ موسیقی در رادیو بی‌بی‌سی ۶ است.
در ژوئیهٔ ۲۰۱۲ دانشگاه متروپولیتن منچستر به گای گاروی دکترای افتخاری هنر را به خاطر فعالیت‌هایش در حوزهٔ موسیقی اهدا کرد.